# Aloe castanea x vryheidensis
Aloe castanea x vryheidensis é uma espécie de liliopsida do gênero Aloe, pertencente à família Asphodelaceae.